# Pablo Striano
Pablo Striano  (19 de diciembre de 1957) es un actor y filósofo chileno. 

## Biografía
Se tituló en Filosofía por la Universidad de Chile, como actor en la Escuela de Fernando González y director teatral de la Universidad Católica.
Tuvo un importante papel en el apoyo a menores en situación social vulnerable, en Hogares de menores donde realizó talleres para enseñar las artes escénicas (1989-1991), adaptó obras como El Paraíso Semi perdido de Alejandro Sieveking. Obra en la cual logró realizar varias presentaciones con niños de la fundación Niño y Patria.
Actuó en varias teleseries y cines en un papel secundario. Además fue el detective Carvajal en la teleserie Alguien te mira.
Entre 2000 y 2004 se desempeña como profesor de Actuación y Director Académico de la Escuela de Teatro Domingo Tessier.
Profesor de actuación y Dirección teatral en Universidad Arcis y Universidad del Desarrollo. Director y profesor de actuación y dirección teatral Escuela de las Artes de Maipú ESAM (2017-2023)
Director de montajes de teatro musical de gran formato en La Serena (Romeo y Julieta, 2010 y Sueño de una noche de verano, 2011)
En 2020 se gradua de Magister en Gestión y Dirección Educacional en la Universidad Alberto Hurtado (becario CONICYT). Creador, guionista y director radio teatro Voces del más allá, La Serena, Chile. Guionista y director proyecto Cine al oído, Chileactores, 2017-2024
Además de también ejercer Como profesor de filosofía en el Colegio San Sebastián.

## Filmografía
- La cordillera (2017)
- Machuca (2004)
- Mujeres infieles (2004)
- La fiebre del loco (2001)
- Negocio redondo (2001)
- El desquite (1999)
- Historias de fútbol (1997) - Fernando
- Takilleitor (1996)
- Amnesia (1994)

## Miniseries y Unitarios de Televisión
| Año  | Serie                     | Rol                 | Canal       |
| ---- | ------------------------- | ------------------- | ----------- |
| 1996 | Mea Culpa                 | Alejandro           | TVN         |
| 2002 | El día menos pensado      | Enrique/Pedro       | TVN         |
| 2004 | Bienvenida realidad       | Manuel Muñoz        | TVN         |
| 2005 | Los Simuladores           | Pescador            | Canal 13    |
| 2006 | Huaquiman y Tolosa        |                     | canal 13    |
| 2010 | Adiós al séptimo de línea | José Abelardo Núñez | Mega        |
| 2013 | Ecos del desierto         | Fiscal militar      | CHV         |
| 2016 | Bala loca                 | Pelao Fernández     | Chilevisión |

## Teleseries
| Teleseries | Teleseries            | Teleseries                   | Teleseries |
| Año        | Teleserie             | Rol                          | Canal      |
| ---------- | --------------------- | ---------------------------- | ---------- |
| 1994       | Rompecorazon          | guardia del cementerio       | TVN        |
| 2001       | Amores de mercado     | Tío Viagra                   | TVN        |
| 2003       | 16                    | Médico de Ariela             | TVN        |
| 2004       | Hippie                | Psiquiátra Rodrigo           | Canal 13   |
| 2005       | Los treinta           | Claudio                      | TVN        |
| 2006       | Floribella            | Fernando Triviño             | TVN        |
| 2007       | Alguien te mira       | Detective Carvajal           | TVN        |
| 2008       | Hijos del Monte       | Gabriel Guzmán               | TVN        |
| 2009       | Los ángeles de Estela | Ramiro                       | TVN        |
| 2011       | Témpano               | Agustín Vallejos             | TVN        |
| 2012       | Reserva de Familia    | Julio Medina                 | TVN        |
| 2013       | El regreso            | Julusku Paradoni             | TVN        |
| 2013       | Secretos en el jardín | Abogado de Juan y Lucho      | Canal 13   |
| 2014       | Chipe libre           | Juan Manuel Corrales         | C13        |
| 2015       | Eres mi tesoro        | Juez                         | Mega       |
| 2016       | Sres Papis            | Doctor Cárdenas              | Mega       |
| 2016       | Ámbar                 | Juez de la custodia de Ámbar | Mega       |
| 2017       | Si yo fuera rico      | abogado                      | Mega       |
| 2021       | Demente               | Prefecto Juan José Merino    | Mega       |
| 2022       | Hijos del desierto    | Abogado Rojas                | Mega       |